# فايتاخ
فايتاخ (بالألمانية: Weiach) هي بلدية سويسرية تتبع لمقاطعة ديلسدورف في كانتون زيورخ. تبلغ مساحتها 9.64 كيلومتر مربع، ويقدر عدد سكانها بـ 1756 نسمة (حسب تعداد ديسمبر 2017).